# W Ukrainie

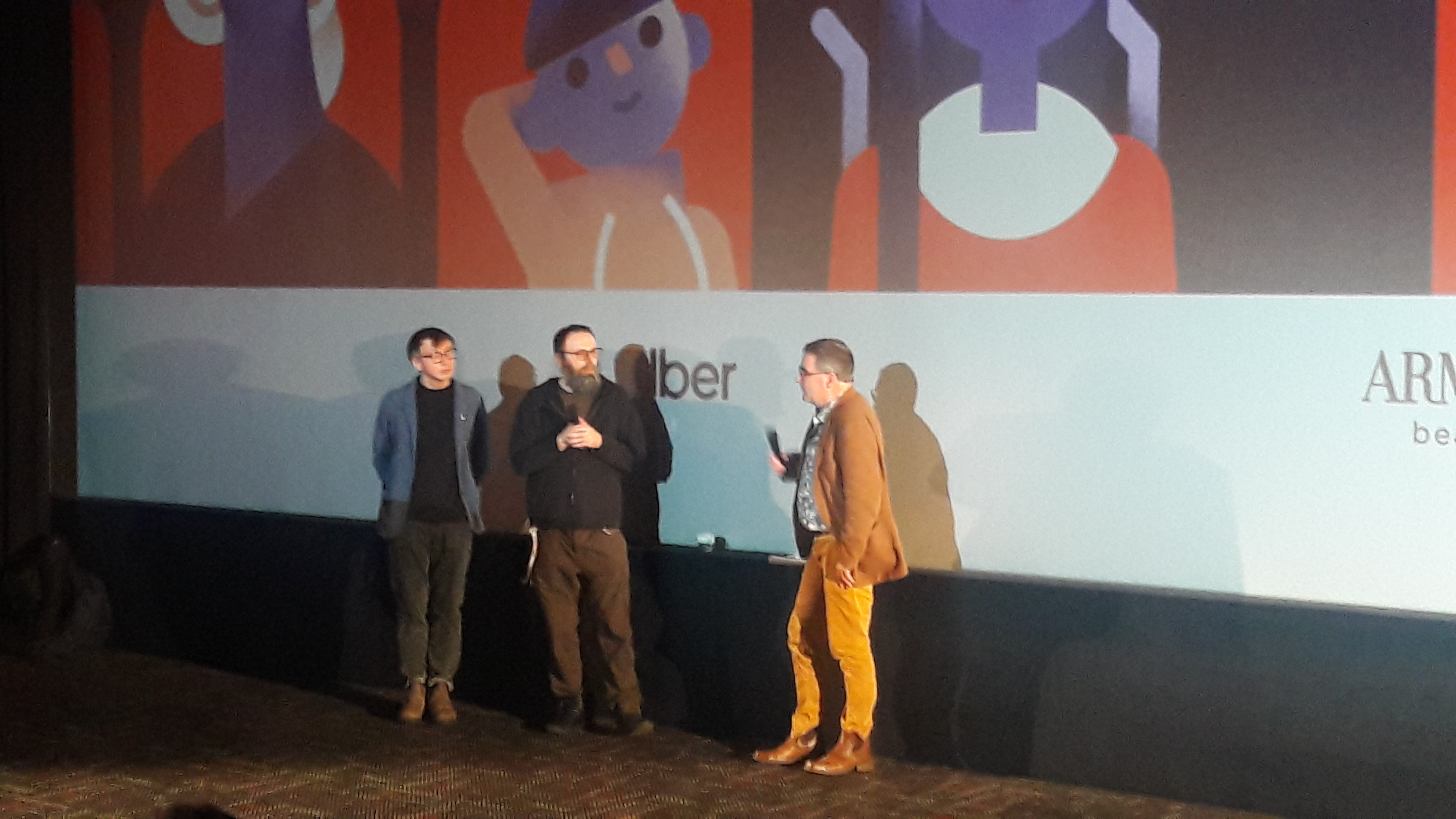
Die Regisseure des Films bei der Berlinale

 W Ukrainie  (internationaler Titel In Ukraine) ist ein polnisch-deutscher Dokumentarfilm von Piotr Pawlus und Tomasz Wolski über die Auswirkungen des Angriffskrieges Russlands auf die Ukraine. Die Premiere des Films war am 18. Februar 2023 in der Sektion „Forum“ der Berlinale.

## Inhalt
Die Bilder des russisch-ukrainischen Krieges prägen die Massenmedien. Abseits der bekannten Bilder versucht der Film ein ungefiltertes Porträt des geschundenen Landes. Der Film beginnt in den westlichen Städten Kyjiw und Charkiw. Der Weg führt tief hinein in die Kriegserfahrung, vom Beobachten zum Erleben des Krieges.

## Produktion
Der Film zeigt die Folgen des Krieges mit langen statischen Einstellungen. Der Hauptcharakter ist ein Land im Krieg. Der Look des Films erinnert an alte Filmaufnahmen, die zudem auf bestimmte Weise koloriert wurden. Bewusst wurde auf klare, digitale Bilder verzichtet, um einen natürlichen, authentischen Look zu erreichen. Zudem wird die Geschichte durch die Bilder ohne Verwendung von Dialog erzählt.

## Rezeption
Der Tagesspiegel schreibt, der „meist stille, aber eindrückliche Dokumentarfilm verzichtet auf jegliches Interview, und auf Protagonisten“ und würde „einem die Menschen in den Kulissen des Krieges gerade deshalb so nahe“ bringen.
Das Lexikon des Internationalen Films vergab dem Werk vier von fünf möglichen Sternen und beurteilte es als „Sehenswert“.

## Auszeichnungen
Der Film konkurriert im Rahmen der Berlinale um den vom Bundesverband kommunale Filmarbeit und filmdienst.de gestifteten Caligari-Filmpreis, der mit 4.000 Euro dotiert ist. Zudem erhielt er eine Nominierung für den Amnesty International Filmpreis.